# IJdoornlaanbrug (Rijksweg 10)
De IJdoornlaanbrug is een bouwkundig kunstwerk in Amsterdam-Noord.

## Bouwwerk
Deze brug ligt weliswaar binnen de stadsgrenzen van de Gemeente Amsterdam, maar is geen Amsterdamse brug. Ze ligt namelijk in Rijksweg 10, die hier de IJdoornlaan, onderdeel van stadsroute 117 overspant. De brug ligt op rijksgrond en wordt beheerd door Rijkswaterstaat. Het viaduct overspant daarbij niet alleen de IJdoornlaan maar de tevens daaraan evenwijdig liggende watergang Nieuwe Gouw. De brug ligt als een parallellogram over waterweg en weg. Voorts ligt het viaduct net ten zuiden van de gemeentegrens Amsterdam-Landsmeer. De bouwperiode voor het lange stuk Rijksweg 10 Amsterdam-Oost en de Coentunnelweg begon rond 1981 en was in 1990 afgerond (opening 28 september).

## Tenaamstelling
De naam IJdoornlaanbrug leidt ook in 2023 nog tot verwarring. De naam was namelijk in de volksmond toebedeeld aan Brug 970 over het Noordhollandsch Kanaal. In 2016 werden echter het merendeel van de officieuze benamingen tenietgedaan in een officiële bekendmaking. Nog geen jaar later werd de brugnaam officieel gekoppeld aan deze brug in Rijksweg 10. Bij de aanvraag van status gemeentelijk monument voor Brug 970 werd deze gedaan voor de IJdoornlaanbrug.